# Joel i Ethan Coenowie
Joel i Ethan Coenowie (znani także jako Bracia Coen) – amerykańscy filmowcy, scenarzyści, reżyserzy i producenci. Laureaci czterech Oscarów.
Joel Coen urodził się 29 listopada 1954, jego młodszy brat Ethan 21 września 1957. Razem tworzą duet artystyczny znany z różnorodnych stylistycznie filmów, w których odświeżają znane schematy i swobodnie mieszają gatunki.
Żoną Joela jest aktorka Frances McDormand, często grająca w ich filmach.

## Życiorys
Debiutowali w 1984 filmem Śmiertelnie proste, następnie zrealizowali szaloną komedię Arizona Junior (1987) oraz stylowy czarny kryminał Ścieżka strachu (1990). Czarna komedia Barton Fink (1991) przyniosła im Złotą Palmę na 44. MFF w Cannes. Bohaterem filmu (w roli tytułowej John Turturro) jest utalentowany dramaturg, który przybywa do Hollywood, zamieszkuje w podejrzanym hotelu i zostaje autorem scenariuszy w jednej z wytwórni filmowych. Barton Fink, będący satyrą na przemysł filmowy, składa się z ciągu groteskowych, niekiedy makabrycznych scen i przytłacza gęstą atmosferą.
Kolejnym nagradzanym filmem Coenów było Fargo (1996) Opowiadają w nich historię nieudanego porwania dla okupu i ciężarnej policjantki z małego miasteczka, prowadzącej śledztwo w tej sprawie. Grająca policjantkę McDormand zdobyła Oscara dla aktorki w roli głównej, a bracia odebrali statuetkę za scenariusz.
Po wielkim sukcesie Fargo bracia wracają do eksperymentów z tradycyjnymi filmowymi formami. Powstają: postmodernistyczna komedia Big Lebowski (1998), mający cechy musicalu komediodramat Bracie, gdzie jesteś? (2000), rozgrywający się na amerykańskim Południu w czasach wielkiego kryzysu i fabularnie nawiązujący do Odysei Homera, oraz czarno-biały Człowiek, którego nie było (2001).
Filmami Okrucieństwo nie do przyjęcia (2003) oraz Ladykillers, czyli zabójczy kwintet (2004) bracia zbliżyli się do komercyjnych rejonów kina. Pierwszy był komedią romantyczną z Catherine Zeta-Jones i George’em Clooneyem, a drugi remakiem klasycznego angielskiego filmu Jak zabić starszą panią.
Jednym z ich największych sukcesów był film To nie jest kraj dla starych ludzi (2007), który nagrodzono aż czterema Oscarami. Trzy z nich otrzymali bracia Coen: za scenariusz adaptowany (na podstawie powieści Cormaca McCarthy’ego), reżyserię oraz jako współproducenci najlepszego filmu roku. Czwarta statuetka trafiła do Javiera Bardema za najlepszą rolę drugoplanową.
Bracia wspólnie przewodniczyli jury konkursu głównego na 68. MFF w Cannes (2015).

## Filmografia
- Śmiertelnie proste (Blood Simple., 1984)
- Arizona Junior (Raising Arizona, 1987)
- Ścieżka strachu (Miller's Crossing, 1990)
- Barton Fink (1991)
- Hudsucker Proxy (The Hudsucker Proxy, 1994)
- Fargo (1996)
- Big Lebowski (The Big Lebowski, 1998)
- Bracie, gdzie jesteś? (O Brother, Where Art Thou?, 2000)
- Człowiek, którego nie było (The Man Who Wasn't There, 2001)
- Okrucieństwo nie do przyjęcia (Intolerable Cruelty, 2003)
- Ladykillers, czyli zabójczy kwintet (The Ladykillers, 2004)
- nowela Tuileries w filmie Zakochany Paryż (Paris, je t'aime, 2006)
- nowela World Cinema w filmie Kocham kino (Chacun son cinéma, 2007)
- To nie jest kraj dla starych ludzi (No Country for Old Men, 2007)
- Tajne przez poufne (Burn After Reading, 2008)
- Poważny człowiek (A Serious Man, 2009)
- Prawdziwe męstwo (True Grit, [2010)
- Co jest grane, Davis?  (Inside Llewyn Davis, 2013)
- Most szpiegów (Bridge of Spies, 2015; tylko scenariusz)
- Ave, Cezar! (Hail, Caesar!, 2016)
- Ballada o Busterze Scruggsie (The Ballad of Buster Scruggs, 2018)
- Tragedia Makbeta (The Tragedy of Macbeth, 2021, tylko Joel)